# Ostrèides
|  | No s'ha de confondre amb Ostrèids. |

Els ostrèides (Ostreida) són un ordre de mol·luscs bivalves que inclou les ostres, entre d'altres espècies.

## Taxonomia
L'ordre Ostreida inclou 314 espècies en 23 famílies, algunes d'elles extintes:
Superfamília Ostreoidea Rafinesque, 1815
- Família Arctostreidae Vialov, 1983 †
- Família Chondrodontidae Freneix, 1960 †
- Família Eligmidae Gill, 1871 †
- Família Gryphaeidae Vialov, 1936
- Família Ostreidae Rafinesque, 1815

Superfamília Pinnoidea Leach, 1819
- Família Pinnidae Leach, 1819

Superfamília Posidonioidea Neumayr, 1891 †
- Família Aulacomyellidae Ichikawa, 1958 †
- Família Daonellidae Neumayr, 1891 †
- Família Halobiidae Kittl, 1912 †
- Família Posidoniidae Neumayr, 1891 †

Superfamília Pterioidea Gray, 1847 (1820)
- Família Bakevelliidae W. King, 1850 †
- Família Cassianellidae Ichikawa, 1958 †
- Família Isognomonidae Woodring, 1925 (1828)
- Família Kochiidae Frech, 1891 †
- Família Malleidae Lamarck, 1818
- Família Margaritidae Blainville, 1824
- Família Pergamidiidae Cox, 1964 †
- Família Plicatostylidae Lupher & Packard, 1929 †
- Família Pteriidae Gray, 1847 (1820)
- Família Pulvinitidae Stephenson, 1941
- Família Vlastidae Neumayr, 1891 †
- Família Vulsellidae Gray, 1854

Superfamília Rhombopterioidea Korobkov, 1960 †
- Família Rhombopteriidae Korobkov, 1960 †
- Família Umburridae P. A. Johnston, 1991 †